# Jüdischer Friedhof (Plauen)

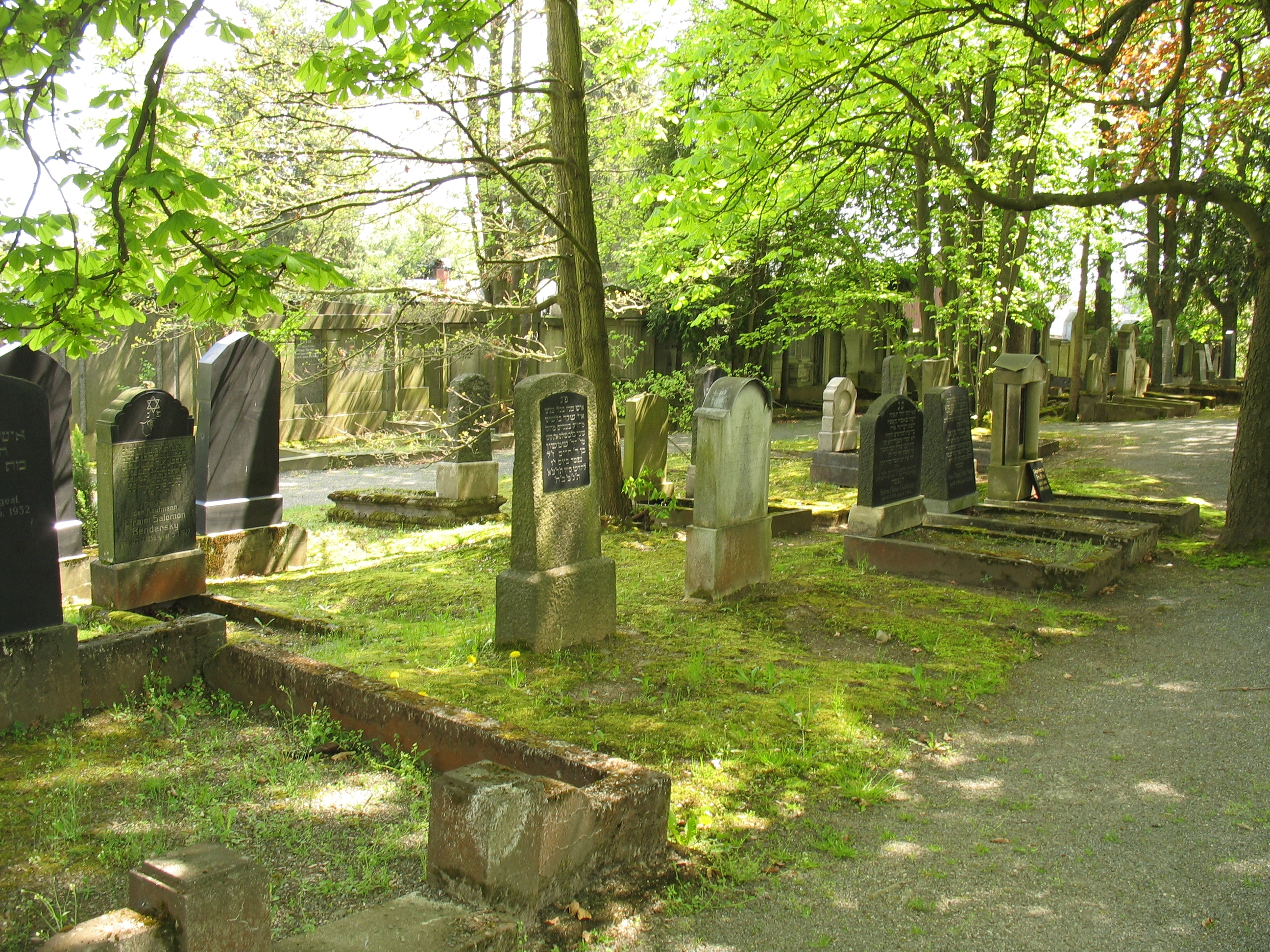
Jüdischer Friedhof im Plauener Stadtteil Kauschwitz

Der Jüdische Friedhof Plauen ist ein Friedhof in der Stadt Plauen im Vogtlandkreis in Sachsen.
Der 3590 m² große jüdische Friedhof liegt im Plauener Stadtteil Kauschwitz am Tannenhof 7. Es sind 132 Grabsteine erhalten.

## Geschichte
In Plauen bestand bereits im Mittelalter ein jüdischer Friedhof. Er wird in Urkunden als „Judengarten“ bezeichnet und wurde vermutlich nach 1350 außerhalb der Stadtmauer vor dem Straßberger Tor angelegt. 1543 wurden die Juden der Stadt vertrieben. Der Friedhof wird damals zerstört worden sein.
1884 konnte wieder eine jüdische Gemeinde begründet werden. 1898 kaufte sie von dem Rittergutsbesitzer E. Klopfer aus Kauschwitz ein Grundstück zur Anlage eines neuen Friedhofes. Auch eine kleine Friedhofshalle wurde gebaut, die die NS-Zeit überstand und 1987/88 zu einer Mahn- und Gedenkstätte umgestaltet wurde. Im Mai 2000 enthüllten Nachkommen ehemaliger Plauener Juden einen Gedenkstein für die zahlreichen Opfer, die ohne Grab und Ruhestätte geblieben sind.